# Pseudopterogorgia luzonica
Pseudopterogorgia luzonica is een zachte koraalsoort uit de familie Gorgoniidae. De koraalsoort komt uit het geslacht Pseudopterogorgia. Pseudopterogorgia luzonica werd in 1919 voor het eerst wetenschappelijk beschreven door Kükenthal. 